# 成實論
《成實論》，共十六卷，印度訶梨跋摩（Harivarman）所著，成實宗的主要論典。由姚秦鳩摩羅什由梵文譯為漢文。《成實論》講說如來教法，經、律、論三藏中的「真實義」，故名《成實論》。

## 作者
作者訶梨跋摩，劉宋時又譯作〝師子鎧〞，從說一切有部的究摩羅陀出家，後至華氏城與大眾部僧共住，「研心方等」，在論中明白說到了提婆的『四百觀論』，説明他在此時也研讀了大乘經論。他繼承經部鳩摩羅羅陀的思想，但羅陀是標準的譬喻者，而訶黎跋摩已大小兼學，著重於義理的立破，思想自由，表現出獨到的立場。

## 思想
說一切有部一般主張我空法有，承認無我所有，從法體的意義上看，心法、法體類似有我的存在。《成實論》則主張我空法空，從一切空的觀點上看，類似大乘，然而將空說成虛無的一點上，又與大乘義不一樣。
《成實論》的空，是從真實上說的，俗諦上則諸法是有，因而有二諦說。在俗諦上分類，諸法有五位八十四法，根據析空觀分析可達到原子程度，分析心到達一剎那。如此証於空義，就進入涅槃。大乘的空觀是即空觀，與析空觀不同。
《成實論》是屬於那個部派，自古即有種種的異說。隋唐以前，《成實論》被視為大乘論，但隋唐以後判定為小乘論。

## 譯註
姚秦弘始14年(公元412年)，鳩摩羅什翻譯完成《成實論》，在翻譯的同時，邊對他的門人，作詮釋講解，再由他的門人僧叡宣講給其他的門人學習。由曇影整理《成實論》，分列諸品，歸編成五個部分，稱為《成實五聚》共二百零二品。在印度，此论未见流传。梵文原本早已佚失，现存梵本是从汉译本还译的。
南北朝光宅寺法雲撰《成實論義疏》，莊嚴寺僧旻著《成實論義疏》10卷，開善寺智藏撰《成實論義疏》14卷及《成實論大義記》，合稱成實論三疏。